# بيت مئير
بيت مئير ، (بالعبرية: רְבָבָה‏) هو موشاف (قرية زراعية) خاضع لولاية المجلس الإقليمي ماتيه يهودا. يقع على بعد تسعة أميال من مدينة القدس، مقابل الطريق السريع بين تل أبيب والقدس. تأسس عام 1950 على أنقاض قرية بيت محسير بدعم من الصندوق القومي اليهودي وبضغط من الزعيم الصهيوني مائير بار إيلان. وكان الحاخام مردخاي دافيدوفيتش هو حاخام بيت مئير في الخمسينيات والستينيات. و في عام 2018 تم تعيين الحاخام يهودا يكيوتيل فايزنر حاخاما جديدا لبيت مائير.

## السكان
بحسب إحصائيات عام 2017 بلغ عدد السكان في بيت مئير 778 مستوطن، وسكانها إجمالا من الصهاينة المتدينين، حيث يرتدي الذكور منهم الكيباه.